# Go Away White
Go Away White – piąty album studyjny angielskiej grupy rockowej Bauhaus, wydany w 2008 roku nakładem Bauhaus Music (świat) i Cooking Vinyl (Wielka Brytania).

## Lista utworów
Opracowano na podstawie materiału źródłowego.
| Nr  | Tytuł utworu                       | Muzyka  | Długość |
| --- | ---------------------------------- | ------- | ------- |
| 1.  | „Too Much 21st Century”            | Bauhaus | 3:53    |
| 2.  | „Adrenalin”                        | Bauhaus | 5:39    |
| 3.  | „Undone”                           | Bauhaus | 4:46    |
| 4.  | „International Bulletproff Talent” | Bauhaus | 4:02    |
| 5.  | „Endless Summer of the Damned”     | Bauhaus | 4:44    |
| 6.  | „Saved”                            | Bauhaus | 6:27    |
| 7.  | „Mirror Remains”                   | Bauhaus | 4:58    |
| 8.  | „Black Stone Heart”                | Bauhaus | 4:32    |
| 9.  | „The Dog’s a Vapour”               | Bauhaus | 6:49    |
| 10. | „Zikir”                            | Bauhaus | 3:04    |
|     |                                    |         | 48:54   |

## Twórcy
Opracowano na podstawie materiału źródłowego.
Muzycy:
- Peter Murphy – śpiew
- Daniel Ash – gitara
- David J – gitara basowa
- Kevin Haskins – perkusja